# Полтергейст

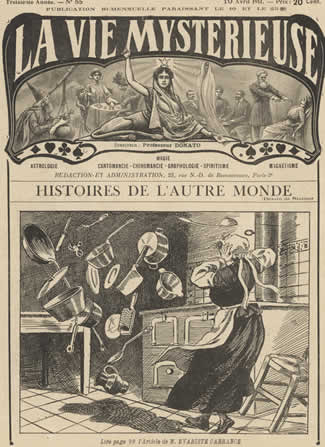
Зображення полтергейсту на обкладинці журналу «La Vie Mysterieuse» (1911)

Полтерге́йст (від нім. pоltern — «шуміти», «стукати» і Geist — «привид», «дух») — термін, яким заведено називати явища, пов'язані з шумом і стукотом, самовільним переміщенням предметів, самозайманням тощо, причини яких неможливо раціонально пояснити. Також — назва духа, що спричиняє такі явища.
Вивченням полтергейсту займається парапсихологія, до якої представники академічної науки, як правило, ставляться скептично. Парапсихологи класифікують полтергейст як форму мимовільного психокінезу.

## Етимологія
Слово «полтергейст» (нім. poltergeist) уперше зафіксовано в 1838 року. Воно походить з німецької мови й буквально означає «шумний дух». Утворене від poltern — «шуміти, брязкати» та geist — «дух, привид». В Англії аналогічне явище та персонаж знані під назвою «боґґарт» (англ. boggart).

## Прояви полтергейсту

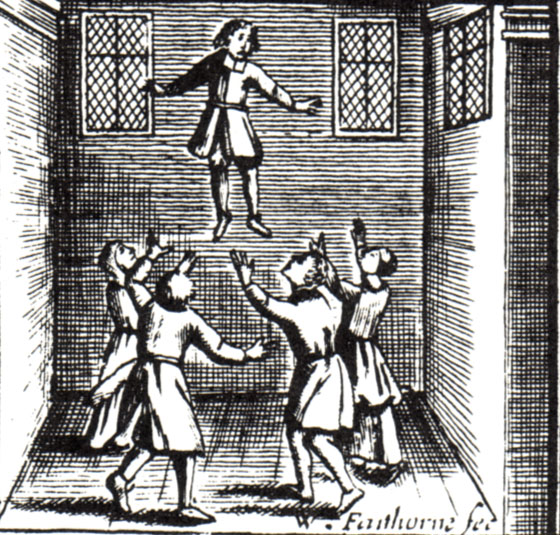
Левітація дитини як наслідок чаклунства, гравюра з Saducismus Triumphatus (1681)

Найпоширенішим проявом полтергейсту вказується рух предметів без видимої причини. Це може бути совання предметів по меблях, підлозі, їхній політ чи зависання в повітрі, розхитування. Рух буває вибірковим: полтергейст зачіпає один об'єкт, не рухаючи аналогічні сусідні. Описується також незвичайно повільне падіння предметів, які за нормальних обставин повинні падати швидше. Іншим поширеним проявом полтергейсту називаються різні шуми: стукіт, шкрябання, гупання. Нерідко їх чують декілька людей одночасно. Деколи полтергейсту приписується підпалювання предметів. Причому вони можуть згорати більшою мірою, ніж це стається за дії звичайного вогню. З полтергейстом пов'язуються появи потоків води у місцях, звідки вона не повинна витікати. В деяких випадках повідомляється, що полтергейст спричиняє поранення людей невидимою силою: кусає, дряпає, штрикає. Іноді полтергейст асоціюється з одержимістю людини демонами. В такому разі дух нібито вселяється в людину.
В українських народних вірування аналогічні полтергейсту прояви приписували домовику. Вважалося, що цей дух може скидати речі, жбурляти каміння, душити людей уві сні. Але навіть його небезпечні дії часто вважалися хорошою ознакою: домовик радіє і грається.
Найсучаснішими проявами полтергейсту називається аномальна активність електричних пристроїв: стрибки напруги, поява незрозумілих електронних листів, друк принтерами тексту й зображень, які не задавалися користувачами.
Для полтергейсту характерна тривалість і повторюваність проявів. Незвичайні події переважно фіксуються впродовж днів, тижнів або й місяців. При цьому вони можуть ставатися з певним інтервалом, тому їх можливо передбачити.
У 1970-х роках парапсихологи Алан Голд і А. Д. Корнелл провели комп'ютерний аналіз свідоцтв, накопичених починаючи з 1800 року по час проведення дослідження, і виявили чинники, загальні для всіх спостережуваних випадків. У 64 % стверджувалося про пересування об'єктів, в 58 % — активність виявлялася в нічний час, в 48 % — відбувалися стуки, в 24 % — активність полтергейсту тривала більше року, в 16 % — був встановлений прямий контакт між полтергейстом і агентом.

## Історія спостережень

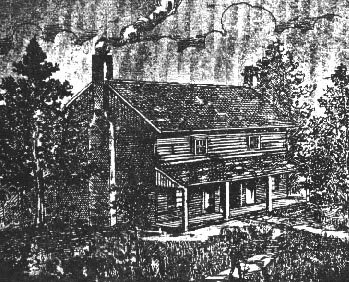
Будинок Джона Белла, де в 1817 році відбувався полтергейст

Йосип Флавій у 94 році н. е. описував вигнання з людини злого духа, після чого поруч перевернулася чаша з водою.
Починаючи з середньовіччя, регулярно повідомлялося про полтергейст. Одна з найдавніших записів міститься в «Літописі Фульди», франкській хроніці IX ст. У звіті описано, як у 858 році в маєтку поблизу Бінгена в Німеччині невидимий «злий дух» кидав каміння та стукав по стінах, підпалював будинки, в якій входив один чоловік. Це тривало три роки, поки незрозумілі явища раптово припинився.
Першою науковою роботою, присвяченою опису полтергейсту, вважається праця протестантського священика Франсіса Перро про витівки «Масконського диявола», які відбувалися в його будинку в 1612 році.
У 1661 році в Англії широкий розголос отримав випадок з Барабанником з Тедворта (Tedworth Drummer), коли за переказом барабан, що належав ув'язненому жебракові, продовжував грати самостійно. Згідно з переказом, Джон Момпессон з Тедворта подав до суду на місцевого барабанника за вимагання грошей. Момпессон виграв судовий процес і заволодів барабаном. Тоді в будинку почав лунати барабанний бій.
1698 року Рікард Чемберлейн в памфлеті «Lithobolia, or Stone Throwing Devil» (що нині зберігається в Британському музеї) розповів історію, що сталася з Джорджем Волтоном в Нью-Гемпширі, чий будинок протягом декількох місяців бомбардувався каменями і важкими предметами. 1662 року в Портсмуті, США тривалій атаці полтергейсту піддавався Коттон Метер, будинок Джорджа Волтона. Останній, щоб заволодіти чужою землею, звинуватив сусідку в чаклунстві, а та задля помсти прокляла його будинок. Після цього його будинок зазнав атаки невідомої сили, яка жбурляла у вікна розжарені камені.
У 1716 році родина Семюела Веслі повідомила про таємничі звуки, такі як гучний стукіт, ніби від кроків багатьох людей. Джерело звуку знайти не вдалося і його приписали привиду. Звуки продовжувалися до січня 1717 року, коли привид зник.
Найзловісніший з описаних випадків припадає на 1817 рік, коли в штаті Теннессі фермер Джон Белл став жертвою «відьми» (передбачалося, що це примара сусідки Кейт Беттс, яку Белл зігнав з її землі) — невидимої та незвичайно злісної істоти, що взялася тероризувати господаря ферми і його сім'ю. При цьому в окрузі виникали видіння дивних тварин (як собаки-кролика), чулися свист, голоси, сміх і спів. Квакер Проктер з Віллінгтон-Мілл, недалеко від Морпета, залишив розгорнуті описи подій, що відбувалися з ним і його сім'єю в 1831—1847 роках: полтергейст переслідував його у формі шумів, стуків і всіляких видінь.
Різновидом полтергейсту дослідники вважають також «Гонтінг» в Нормандії в 1850 році, коли місцевий священик отець Тінель подав до суду на «чаклуна» Фелікса Тореля, звинувативши того в «організації» неподобств в Сидевіллі, де 34 людини заявили про те, що в їхніх будинках відбуваються дивні явища — стуки, рух меблів, стягнення простирадел з ліжок тощо.
В Англії вивчення полтергейстів активізувалося зі створенням 1882 року Товариства психічних досліджень. Також вивченню полтергейсту приділяла увагу Паризька академія наук.
В Російській імперії систематичного вивчення феномена не відбувалося, проте фіксувалися випадки полтергейсту. Так у грудні 1833 року Олександр Пушкін записав в щоденнику: «У місті говорять про дивний випадок. У одному з будинків, що належать відомству придворної стайні, меблям надумалися рухатися і стрибати; справа пішла до начальства. Князь В. Долгорукий нарядив слідство. Один з чиновників прикликав попа, але під час молебню стільці і столи не хотіли стояти смирно. Про це йде різний толк. N сказав, що меблі придворні і проситься в Анічков [палац]». Мимовільний рух предметів спостерігався в 1873 році в селі Барашеве Симбірської губернії. За словами священика Н. П. Цветкова, «самовар з окропом піднявся з підлоги і відлетів аршини на два; з російської кухонної печі виривало і розбивало вщент цеглу; домашній посуд і начиння літали в різні боки і розбивалися». При цьому, відзначав він, — «Момент немовби піднімання тих речей з відомого місця і переліт їх при уважному спостереженні моєму жодного разу не був відмічений, а лише їх падіння». 1887 року газета «Сибірський вісник» повідомила про погром, що чиниться невидимою силою в будинку купця Савельєва в Томській губернії. За словами репортера, прибулого на місце випадку, «слідчий, товариш прокурора, військовий начальник; господарі і 40 заводських робітників засвідчили, що бачили як речі, що лежало спокійно, раптово піднімалися з місця і нестримно летіли у вікна і розбивали їх. Ніхто не міг вловити моменту піднімання, але всі ясно бачили політ речі». Численні випадки того ж роду описує В. Н. Фоменко в книзі «Земля, якою ми її не знаємо».
Дослідники паранормальних явищ Майкл Гросс і Колін Вілсон створили збірну антологію, у яку ввійшли понад тисячу відомих науці випадків полтергейсту XX століття. Особливу відомість отримав полтергейст у Борлі Ректорі, який почався через пів року після того, як 9 червня 1927 року помер власник будинку, священик Гаррі Булл. Після того як в будинку поселилася сім'я преподобного Еріка Сміта, тут стали лунати дивні звуки (включаючи дзвін і дзеленчання), виникали спалахи світла і з'являються прозорі фігури, переважно — тварини. Сміт звернувся у редакцію «Дейлі Мірро» з пропозицією викликати в дім представника ТПД (Товариство психічних досліджень). 10 червня 1929 року газета направила у Борлі репортера, подальша доповідь зацікавила тоді ще маловідомого дослідника  паранормальних явищ Гаррі Прайса, який згодом набув всесвітню відомість завдяки проведеній там дослідницькій роботі. Під час його присутності в будинку літали камені і вази, а також з'явилися загадкові надписи на склі і дзеркалах.

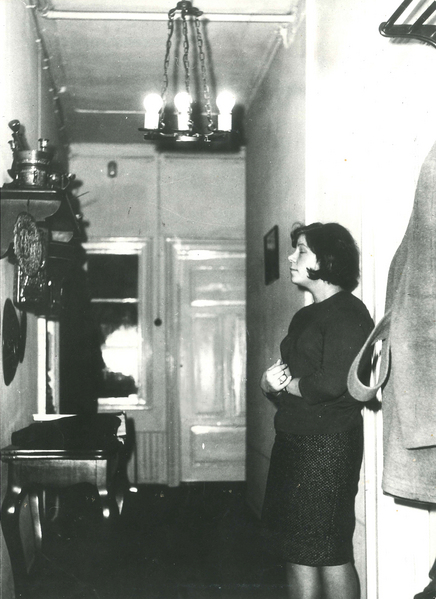
Анна-Марія Шаберль в Розенгаймі в 1967 році

Так званий Роземхаймський полтергейст, який спостерігався в баварському місті Розенгайм, в офісі  юриста на ім'я Зигмунд Адам, ввійшов в історію тим, що вперше був знятий на плівку.  Дивні речі тут почалися у 1967 році: саме собою почало вмикатися і вимикатися світло, без причини дзвонили телефони (з мовчанням на другому кінці дроту), відкривалися і закривалися ящики, розливалася рідина. Репортер «TheDeutschePost» отримав  докази того факту, що в кімнаті дійсно лунали телефонні дзвінки (всього близько 600 — за п'ять тижнів) коли туди ніхто не телефонував. В жовтні 1967 року раптово зірвалися відразу всі лампочки в кімнаті. Приїхавши для дослідження, Ганс Бендер і двоє вчених-фізиків встановили, що дивні речі відбуваються лише тоді, коли неподалік знаходиться 19-літня Анна-Марія Шаберль (незадовго до цього прийнята на роботу секретаркою, як пізніше вияснилося, пережила сильне психічне потрясіння і страждала на гострий невроз). Бендеру вдалося зняти на плівку, як в ту саму хвилину, коли вона входила в офіс, в будівлі починають блимати всі лампочки. Щойно Шабель відправили у відпустку, в будівлі стало спокійно. Скоро вона була звільнена і полтергейсти припинилися.
Один з найвідоміших випадків полтергейсту (Енфілдський полтергейст) почався в серпні 1977 року на півночі Лондона. Пеггі Годжсон, мати-одиначка чотирьох дітей, повідомила, що дві її маленькі доньки — Джанет і Маргарет — почули дивний стукіт. Джерело звуку визначити не вдалося. Вони викликали сусідів, які також були стурбовані почутим. Викликаний поліціянт стверджував, що бачив як самовільно рухався стілець. Протягом наступних 18 місяців по кімнатах розкидало меблі, звучав свист, Джанет розмовляла хрипким голосом старого. Справою зайнялося Товариство психічних досліджень (SPR), а саме Моріс Гросс і письменник Гай Ліон Плейфер. Пізніше Плейфер опублікував книгу «У цьому будинку є привиди» про Енфілдський полтергейст. Після того, як Джанет провела деякий час у лондонській психіатричній лікарні Модслі, дивні події припинилися.
На теренах СРСР на феномен полтергейсту науковці звернули увагу у 1982 році в зв'язку з московським полтергейстом, що відбувалися в сім'ї Савіних в Ізмайлово і підмосковному радгоспі «Комунарка». Дія невідомої сили, яка спричиняла стуки і рухала квартирою предмети, спостерігалася і міліцією. Після переїзду сім'ї непоясненні випадки почалися і там, кілька разів припинялися і поновлювалися, поки не зникли остаточно.

## Пояснення явища

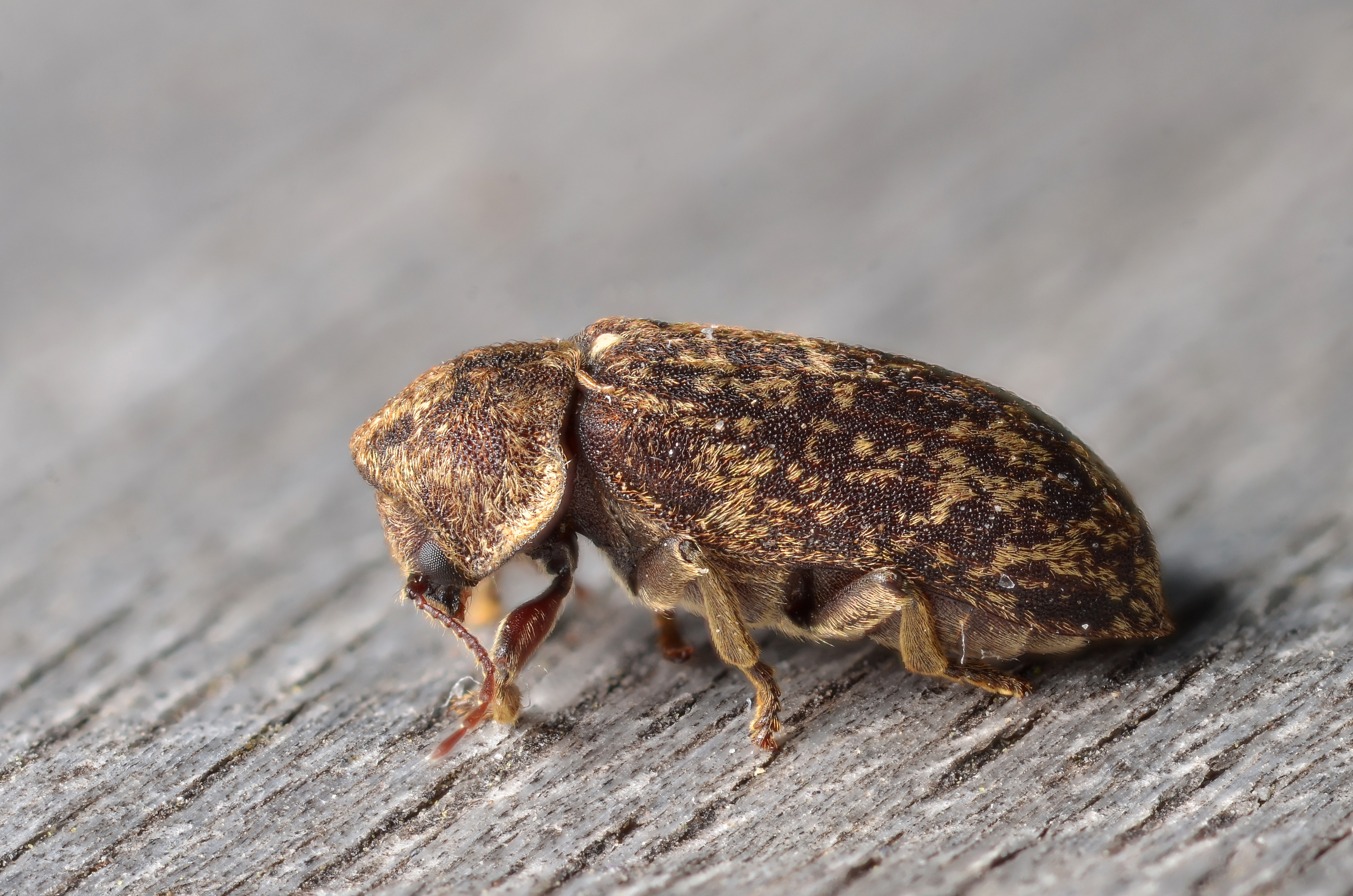
Жук-точильник спричиняє стукіт

### Раціональні
Містифікації. В багатьох випадках полтергейст пояснюється містифікаціями людей, які бажають привернути до себе увагу.
Хибне сприйняття. Нервові люди чи люди з розвиненою уявою більш схильні сприймати явища природного чи техногенного походження за полтергейст. Наприклад, стукіт об дерево можуть видавати жуки-точильники.
Невідомі фізичні вища. Така позиція пропонує, що полтергейст зумовлений цілком матеріальними, але невідомими чи малодослідженими закономірностями світобудови. Наприклад, енергією вакууму.

### Паранормальні
Активність духів. Поширене уявлення, що полтергейст — це прояв духів, зумовлений їхнім ставленням до окремих людей.
Психокінез. Ця версія пропонує, що полтергейст є проявом неконтрольованого психокінезу людини та пов'язаний з малодослідженими можливостями нервової системи.

## У мистецтві
Явища, подібні до полтергейсту, описані як породження окультизму в книзі лорда Літтона «Прокляті й проклиначі» (інша назва «Будинок і мозок», 1859).
Едмунд Кріспін комічно згадував полтергейст у детективному романі «Поховані заради задоволення» (1948), тоді як у детективі Джона Епплбі «Полтергейст» (у збірці «Файл Епплбі» 1975) злочинець вдає з себе полтергейста.
Активність полтергейсту часто асоціюється з підлітками, чиї незвичайні здібності виявляються джерелом паранормальних явищ, як у «Відьмах Керраса» (1949) Джеймса Г. Шмітца, «Які тонкі межі» (1953) Марка Кліфтона та Алекс Апостолідес і «Приховані» (1988) Гвінет Джонс. У фільмі «Філософський камінь» (1969) Колін Вілсон подає явище полтергейсту як вир неконтрольованих еманацій психічної енергії з неблагополучної сім'ї (включно з підлітками).
Полтергейсти в «Канарках Боултера» Кіта Робертса (1965) — це енергетичні істоти, що можуть завдати суттєвої шкоди в реальному світі. Діяльність невидимих газоплазмових істот під назвою маскі (muskies) у фільмі Спайдера Робінсона «Телемпат» (1976) ототожнюється з привидами або полтергейстами. У фентезі Террі Пратчетта «Жнець» (1991) багато комічних полтергейстів породжується надлишком духовної енергії в усьому світі, коли Смерть, пішовши на пенсію, більше не проводить душі померлих у потойбіччя.
У фільмі «Квотермас і колодязь» (1967) активність, подібна до полтергейсту, раціоналізована як вияв посиленої діяльності мозку. А в «Інтерстелларі» (2014) це наслідок багатовимірності простору. Фільм жахів «Полтергейст» (1982), знятий режисером Тоубом Гупером, і його продовження, пропонують класичний погляд на полтергейстів як духів. У цьому випадку — мерців, до яких поставилися нешанобливо.